# Yes? No?
Yes? No? é o extended play de estreia da cantora e atriz sul-coreana Bae Suzy. Ele foi lançado em 23 de janeiro de 2017 pela JYP Entertainment. Ele é composto em seis faixas, incluindo um single de pré-lançamento titulado "Pretend" e um single titulado "Yes No Maybe".

## Antecedentes e lançamento
No final de 2016, foi confirmado que Suzy faria a sua estreia como cantora solo, se tornando a segunda solista do girl group miss A após a estreia de Fei em julho do mesmo ano. Em 8 de janeiro de 2017, foram lançadas três imagens teaser, sendo seguidas do lançamento de um single de pré-estreia em 17 de janeiro, este titulado Pretend, que rapidamente atingiu o topo das paradas musicais sul-coreanas online, conquistando um all-kill. O vídeo musical de sua faixa-título, "Yes No Maybe", e o extended play, que consiste em seis faixas originais, foram lançados em 23 janeiro de 2017. Nos dias que seguiram o lançamento, Suzy lançou dois vídeos de coreografias alternativas para seu single de estreia.

## Lista de faixas
※ Faixas em negrito identificam os singles do álbum.
| N.º            | Título                                                              | Letras                    | Música                                  | Arranjamento                                   | Duração |  |
| 1.             | "Pretend" (행복한 척; Haengbokhan Cheok)                            | Armadillo                 | Armadillo                               | Armadillo                                      | 3:41    |  |
| 2.             | "Yes No Maybe"                                                      | J.Y. Park "The Asiansoul" | J.Y. Park "The Asiansoul" Kairos [ 17 ] | J.Y. Park "The Asiansoul" Kim Seung-soo [ 17 ] | 3:06    |  |
| 3.             | "Sick and Tired (feat. Reddy)" (다 그런거잖아; Da Geureongeo Janha) | Kim Won G.Soul            | Kim Won G.Soul                          | Kim Won                                        | 3:39    |  |
| 4.             | "Preference (Les Préférences)" (취향; Chwihyang)                    | Suzy                      | 1Piece                                  | 1Piece                                         | 4:28    |  |
| 5.             | "Question Mark" (난로 마냥; Nanro Manyang)                          | Suzy                      | Suzy Jo Hyun-ah                         | Shim Eunjee                                    | 4:02    |  |
| 6.             | "Little Wildflower" (꽃마리; Kkochmari)                             | Epitone Project           | Epitone Project                         | Epitone Project                                | 4:04    |  |
| Duração total: | Duração total:                                                      | Duração total:            | Duração total:                          | Duração total:                                 | 23:54   |  |

## Desempenho nas paradas
| Parada (2017)                  | Melhor posição |
| ------------------------------ | -------------- |
| Álbuns sul-coreanos (Gaon)     | 2              |
| US Álbuns mundiais (Billboard) | 15             |

| Parada (2017)              | Melhor posição |
| -------------------------- | -------------- |
| Álbuns sul-coreanos (Gaon) | 14             |

## Vendas
| Região               | Vendas  |
| -------------------- | ------- |
| Coreia do Sul (Gaon) | 11,020+ |

## Prêmios e indicações

### Prêmios de programas musicais
| Canção    | Programa         | Data                   |
| --------- | ---------------- | ---------------------- |
| "Pretend" | Music Bank (KBS) | 27 de janeiro de 2017  |
| "Pretend" | Music Bank (KBS) | 3 de fevereiro de 2017 |

## Histórico de lançamento
| Região        | Data                  | Formato             | Gravadora                  |
| ------------- | --------------------- | ------------------- | -------------------------- |
| Coreia do Sul | 23 de janeiro de 2017 | CD Download Digital | JYP Entertainment KT Music |
| Mundialmente  | 23 de janeiro de 2017 | Download Digital    | JYP Entertainment          |